# Mariano Cañardo
Mariano Cañardo Lacasta (Olite, 5 febbraio 1906 – Barcellona, 21 giugno 1987) è stato un ciclista su strada spagnolo.
Professionista dal 1926 al 1943, si aggiudicò sette volte la Volta Ciclista a Catalunya e fu inoltre per quattro volte campione nazionale.

## Carriera
Campionissimo spagnolo degli anni '20 e '30, Mariano Cañardo si mise in luce nelle grandi corse a tappe: trionfando in sette edizioni (quelle del '32 e del '39 gareggiandovi come 'isolato') del Giro di Catalogna, con ventitré vittorie di tappa in tutto; vincendo, nel 1930, il Giro dei Paesi Baschi, davanti al fuoriclasse francese Antonin Magne; e piazzandosi secondo nella Vuelta a España 1935 (prima edizione della corsa iberica) , preceduto in classifica, sul traguardo finale di Madrid, dal belga Gustaaf Deloor e nella quale conquistò una tappa. Nell'edizione successiva arrivò  decimo (con due vittorie di tappa). Al Tour de France, che disputò quattro volte, i suoi risultati furono:  nono nel 1934, sesto nel 1936, trentesimo nel 1937 con una vittoria di tappa (l'impegnativa frazione pirenaica di Ax-les-Thermes) e sedicesimo nel 1938. Emigrato in Francia durante gli anni della guerra civile spanuola -periodo in cui conquistò il primato anche in due edizioni del Tour du Maroc-  rientrò in Patria nel corso del 1939 per vincere, proprio quell'anno, la prima e unica edizione della Madrid-Lisbona: corsa a tappe voluta dai regimi di Salazar e Franco per rinsaldare, al termine della Guerra Civile, il rapporto di collaborazione tra gli autoritari regimi filofascisti di Portogallo e Spagna. 
Al Giro d'Italia tuttavia non ebbe mai fortuna e nelle due edizioni che corse, 1931 e 1933 non arrivò al traguardo finale di Milano. Sette furono le sue partecipazioni ai mondiali, ove conseguì il miglior risultato nelle edizioni 1930 e 1933, ambo concluse al settimo posto.

## Palmarès
- 1926

1ª tappa Vuelta a Cantabria
3ª tappa Vuelta a Cantabria
Classifica generale Vuelta a Cantabria
Villareal-Teruel-Villareal
- 1927

1ª tappa Grand Prix de la Peña
2ª tappa Grand Prix de la Peña
Classifica generale Grand Prix de la Peña
Trofeo Vivert
4ª tappa Vuelta a Asturias
- 1928

1ª tappa Volta Ciclista a Catalunya
2ª tappa Volta Ciclista a Catalunya
5ª tappa Volta Ciclista a Catalunya
6ª tappa Volta Ciclista a Catalunya
Classifica generale Volta Ciclista a Catalunya
3ª tappa Vuelta a Asturias
4ª tappa Vuelta a Asturias
- 1929

6ª tappa Volta Ciclista a Catalunya
Classifica generale Volta Ciclista a Catalunya
Trofeo Vivert
Grand Prix de l'Exposition
- 1930

Vuelta a Santander
Circuito de Getxo
1ª tappa Volta Ciclista a Catalunya
4ª tappa Volta Ciclista a Catalunya
5ª tappa Volta Ciclista a Catalunya
8ª tappa Volta Ciclista a Catalunya
Classifica generale Volta Ciclista a Catalunya
4ª tappa Vuelta al País Vasco (San Sebastián > Las Arenas)
Classifica generale Vuelta al País Vasco
1ª tappa Vuelta a Levante
2ª tappa Vuelta a Levante
4ª tappa Vuelta a Levante
Classifica generale Vuelta a Levante
Campionati spagnoli, Prova in linea
- 1931

Campionati spagnoli, Prova in linea
1ª tappa Vuelta a Madrid
Classifica generale Vuelta a Madrid
Teruel-Valencia-Teruel
Grand Prix de Faura
2ª tappa Volta Ciclista a Catalunya
4ª tappa Volta Ciclista a Catalunya
6ª tappa Vuelta a Levante
7ª tappa Vuelta a Levante
8ª tappa Vuelta a Levante
- 1932

Classifica generale Volta Ciclista a Catalunya
Trofeo Masferrer
Grand Prix de Sabadell
Classifica generale Grand Prix del Reus
2ª tappa Vuelta a Levante
4ª tappa Vuelta a Levante
- 1933

Campionati spagnoli, Prova in linea
Trofeo Masferrer
1ª tappa Valencia-Alcoy-Valencia
Classifica generale Valencia-Alcoy-Valencia
2ª tappa Grand Prix de Valladolid
Classifica generale Grand Prix de Valladolid
Grand Prix de Faura
3ª tappa Vuelta a Levante
4ª tappa Vuelta a Levante
- 1934

Campionati spagnoli, Prova in linea
3ª tappa Volta Ciclista a Catalunya
- 1935

3ª tappa Volta Ciclista a Catalunya
4ª tappa Volta Ciclista a Catalunya
9ª tappa Volta Ciclista a Catalunya
Classifica generale Volta Ciclista a Catalunya
1ª tappa Vuelta a Galega
5ª tappa Vuelta a España (San Sebastián > Saragozza)
- 1936

Campionati spagnoli, Prova in linea
4ª tappa Volta Ciclista a Catalunya
6ª tappa Volta Ciclista a Catalunya
8ª tappa Volta Ciclista a Catalunya
Classifica generale Volta Ciclista a Catalunya
1ª tappa Grand Prix de la République
7ª tappa Vuelta a España (Almería > Alicante)
15ª tappa Vuelta a España (Santander > Gijón)
1937
6ª tappa Tour du Maroc
Classifica generale Tour du Maroc
14ª tappa, 2ª semitappa Tour de France (Bourg-Madame > Ax-les-Thermes)
- 1938

6ª tappa Tour du Maroc
9ª tappa Tour du Maroc
Classifica generale Tour du Maroc
- 1939

1ª tappa Volta Ciclista a Catalunya
2ª tappa Volta Ciclista a Catalunya
3ª tappa Volta Ciclista a Catalunya
7ª tappa Volta Ciclista a Catalunya
Classifica generale Volta Ciclista a Catalunya
3ª tappa, 2ª semitappa Madrid-Lisbona
Classifica generale Madrid-Lisbona
2ª tappa Circuit de Norte
3ª tappa Circuit de Norte
6ª tappa Circuit de Norte
7ª tappa Circuit de Norte
Classifica generale Circuit de Norte
3ª tappa Barcellona-Madrid
2ª tappa Vuelta a Alava
Vuelta a Sevilla
- 1940

Grand Prix de la Victoria
Clásica a los Puertos de Guadarrama
- 1941

Grand Prix de Sabadell
Manresa-Sampedor-Manresa
8ª tappa Volta Ciclista a Catalunya

## Piazzamenti

### Grandi Giri
- Giro d'Italia

1931: ritirato
1933: ritirato
- Tour de France

1934: 9º
1935: ritirato
1936: 6º
1937: 30º
1938: 16º
- Vuelta a España

1935: 2º
1936: 10º

### Competizioni mondiali
- Campionati del Mondo

Liegi 1930 - In linea: 7º
Roma 1932 - In linea: 12º
Montlhéry 1933 - In linea: 7º
Lipsia 1934 - In linea: 10º
Floreffe 1935 - In linea: 11º
Berna 1936 - In linea: ritirato
Copenaghen 1937 - In linea: ritirato